# Hölzel Mór
Hölzel Mór (Moritz Hölzel, Prága, 1841. január 18. – Bártfa, 1902. július 24.) festő, rajzoló, szobrászművész, a bártfai szobrásziskola megalapítója és vezetője.

## Születése, családja
Hölzel Mór bölcsője a csehek földjén ringott, családja már vagy 150 évre visszamenőleg kő- és fafaragással foglalkozott. Hölzel tehetsége Bártfán, a „magyar Nürnbergben” a régi művészet érintetlenül hagyott emlékei közt bontakozott ki, így az ő munkás élete, egész alakja végül a magyarokhoz kötődik.

## Útja Bártfáig
Első kiképzését Prágában nyerte, az iparművészeti iskolában. Innét Bécsi Akadémiára került, ahol Enger és Bauer professzorok mellett fejezte be tanulmányait. Miután elbúcsúzott az akadémiától, Kletus műépítő Mariazellbe küldte, hogy egy csúcsíves tornyot restauráljon. Hölzel jelesen megfelelt ennek a feladatnak. Ekkor fordult feléje Simor János, a korabeli győri püspök figyelme, aki Győrbe hívta a karmeliták templomának restaurálása céljából. Legújabb állomása újra a császárváros, ahonnan gróf Athems Ottokár hercegpüspök megbízásából Grácba utazott s restaurált egy templomot. Átment Marburgba is, s itt a gróf Brandis-féle palotájára Netzer költő szobrát formázta meg. 1868-ban már Magyarországon alkotott Izsó Miklós műtermében több esztendőn keresztül. Ami a kettőjük közti kapcsolatot illeti, erre nézve a halála alkalmából irt nekrológokban azt olvashatjuk, hogy a "Búsuló juhászt" Izsó kis modellje után részben ő dolgozta ki, s része lett  a "Fonó lány" megmintázásában is. Erre nézve Izsó akkor még élő öccse, Izsó József színész egy napilapban nyilatkozatot tett közzé, melyben megcáfolta ezt a passzust, holott nagyon elképzelhető, hogy az idősebb mesternek segített a fiatal művész a megvalósításban, gyakori volt ez valamennyi műhelyben.

## Munkássága és szobrásziskolája Bártfán

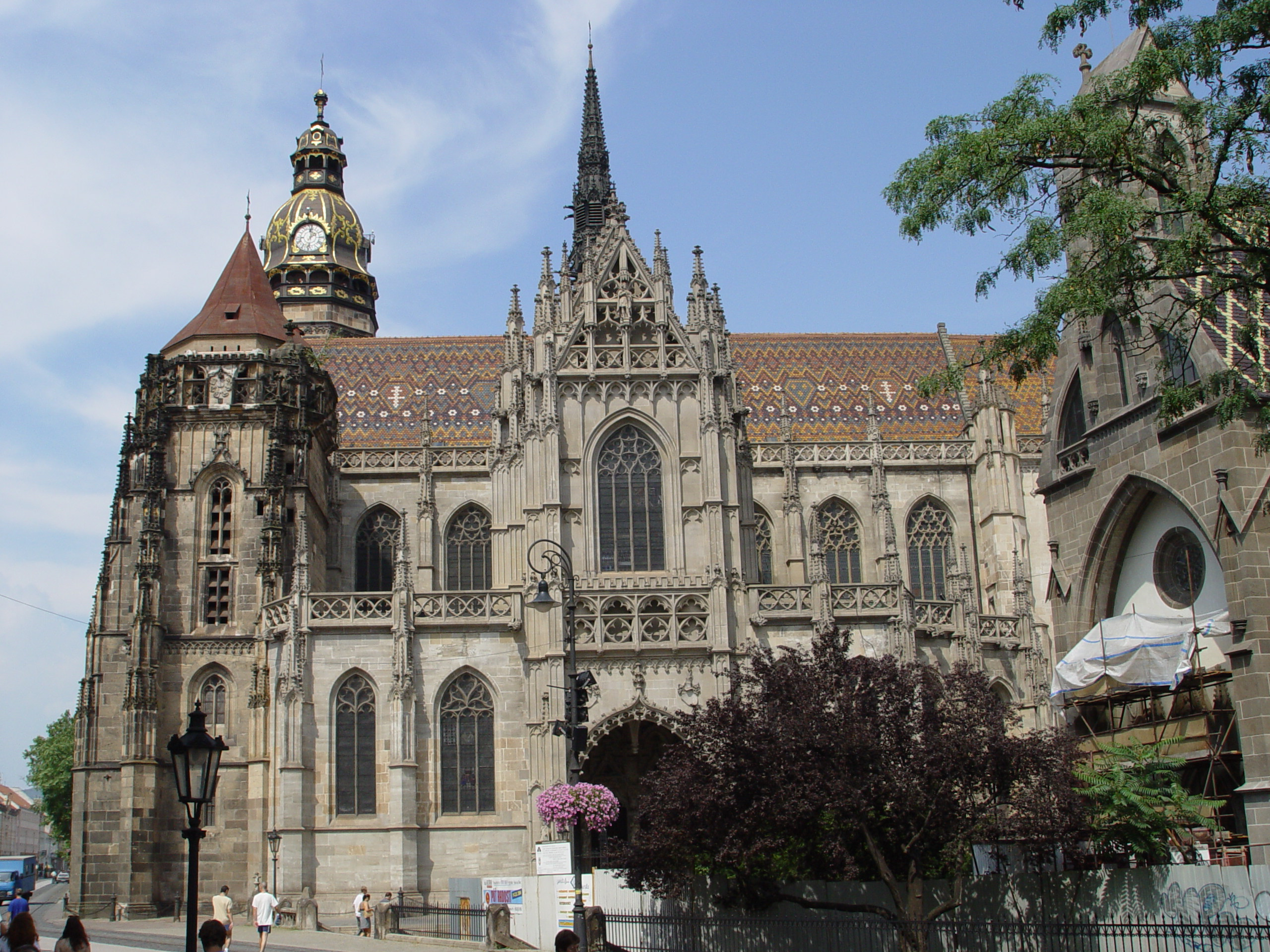
A kassai dóm déli homlokzata

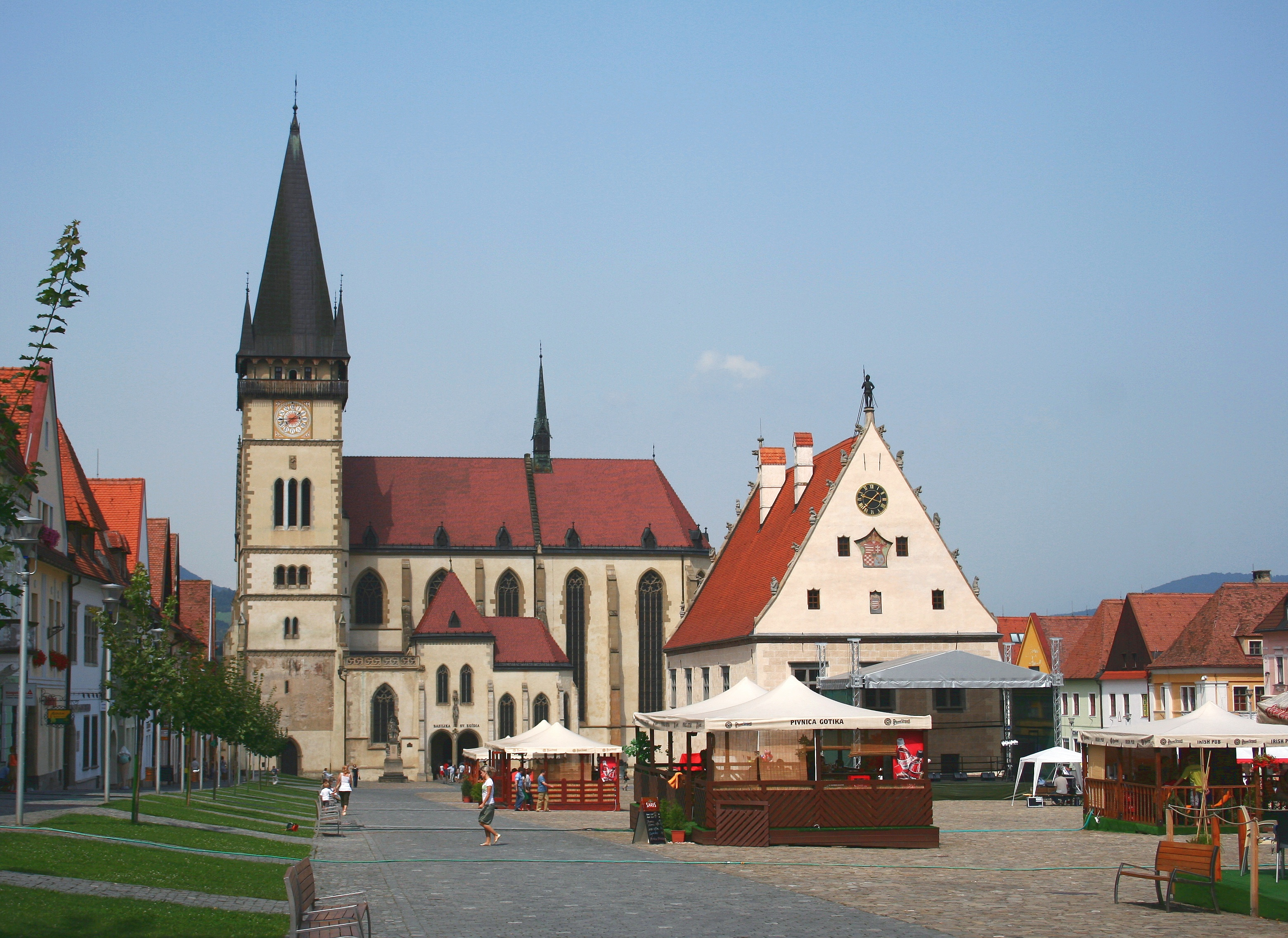
A bártfai templom

Miután megvált Izsótól, Steindl Imre két feladattal is megbízta, formázza meg a máriafalvi templom díszítő-szobrászati műveit, majd a kassai dóm déli kapujának hiányzó szobrait. Ezek közül legismertebb Hölzel 1884-ben alkotott Mátyás király szobra. Trefort Ágoston kultuszminiszter Bártfára küldte, hogy ott a templom belső szobrászati díszítéseit elvégezze. Csakhamar ezután a kulturális minisztérium a kassai dóm egyházi bútorainak és bártfai templom egész belső felszerelésének munkálataival bízta meg. Ezen, egész életre szóló megbízások fejében telepedett le Hölzel Bártfán, s vállalkozott a műhelyében jelentkező tanulók kiképzésére. A „magyar Nürnberg” megfogta szívét: itt maradt, letelepedett és hosszú éveken keresztül azon igyekezett, hogy nálunk a fafaragás művészete fellendüljön. Hölzel jelentőset alkotott fa oltárszobraival, el is ismerték az ő munkásságát, a millenniumi örömünnepkor nagy aranyéremmel és oklevéllel tüntették ki.
Ötvennél is több tanítványt tanított meg a fafaragásra, akiknek nagy része azonban külföldön tudott csak érvényesülni. Bővebb ismertetése a bártfai szobrásziskolának és Hölzel működésének, megjelent Divald Kornél tollából a Magyar Iparművészet 1897/98-ik és 1903. évfolyamában, valamint a Művészet 1903. évének 5. számában.
Hölzel Mór fia, Hölzel Albin, szintén képzőművész volt.

## A tűzvész és a művész halála
Hölzel Mór az egyszerű, csendes és szolid munkába temetkező szobrászmester boldog volt, mert látta, hogy amibe minden kedvét és munkaerejét beleöntötte: a bártfai szobrásziskola évről évre növekszik. 1902-ben nagy csapás érte. Bártfán kegyetlen tűz pusztított és Hölzel iskolája sem maradt ki ebből. Számos alkotása, dolgos napjainak sok tanulmánya a lángok martaléka lett. S ettől kezdve olyan volt, mint az apa, mikor elveszti fiát: megtört, fehérhajú öreg. A katasztrófa után pár hónappal meghalt.
Egyszerű, szerény munkásságú szobrászmester volt. Talán magányos perceiben, a műterem szótlanságában álmodozott halhatatlanságról is, nagystílű monumentumokról, melyek nagy tereken beszélnek az emberek ezreinek évszázadokon keresztül. Hölzel azonban olyan művészember volt, aki nem pályázott monumentumokra, így műveit nem őrzik szalonok és múzeumok – ennek titka ő maga, aki tisztában volt feladataival és arra termett képességével. Elsősorban az egyházi művészetnek szentelte munkásságát, művei leginkább templomokat díszítenek.

## A bártfai szobrásziskoláról bővebben
Van egy pont, honnét átpillanthatjuk munkásságának teljes értékességét. E pontban találkozik egyrészről a bártfai szobrásziskola, melynek ő volt kifejlesztője és lelkes tanítómestere, másfelől ő maga, a díszítő szobrász, ki a fafaragás, a templomok belső szobrászata terén valójában hiányt pótolt. Sokáig a cseh és tiroli faszobrászok elégítették ki a szükségletet. A nagy kereslet következtében gyárilag rendezkedtek be, és csak úgy ontották a szellemtelen, sablonba fulladt gépies munkák egész sorát. A magyarországi templomok tiroli és cseh földről szerezték be felszereléseiket. Ez veszteséget jelentett nemcsak művészi, hanem gazdasági szempontból is. A bártfai szobrásziskola hivatása lett, hogy megszületésével kiszorítsa ezt a külföldi terméket. Hogy dekoratív magyar szobrászokat neveljen, kik értsenek a fafaragáshoz, a templomok belsejét díszítő felszerelések: oltárok, szobrok,  stb. készítéséhez. S ez sikerült is. A bártfai szobrásziskola hamarosan hírnevet szerzett, Hölzel tanítványai évről évre szaporodtak. A tanítványok legtöbbje persze külföldre került, mert itthon nem volt akkora kereslet, hogy mind alkotási lehetőséghez jutottak volna, másrészről sajnos: a bártfai szobrásziskolát elismertsége ellenére is gyakran mellőzték – itthon.
Az iskola Hölzel magánvállalkozása volt, de állami támogatásban részesült. A tanulók többsége a néposztályból köréből került ki, s köztük nem egy istenadta tehetsége sugallatára ment a szobrásziskolába. Itt tanult a többi közt Róna József szobrász is. Maga az iskola nem is volt a szó modern értelmében vett iskola, padokkal, kiszabott órarenddel, elméleti és gyakorlati tárgyakkal. Műhely volt, ahol mindenki dolgozott kedve szerint, a tanítómester Hölzel Mór közvetlen utasítása, beledolgozása, oktató szavai szerint. Szervezete a műhelyoktatáson alapult, épp úgy, mint régen, a reneszánsz mestereinek idejében. Főtörekvése arra irányult, hogy a tanulók megismerjék a technikai eljárások, a kivitel minden csínját-bínját, hogy teljesen tisztában legyenek az anyagokkal, melyek formáló kezük alá kerülnek. Nemcsak templomi felszereléseket, festett oltárokat és szobrokat alkotott ez az iskola, hanem házi iparcikkeket is. Hölzel halála után is még évtizedekig működött a műhely.